# Ischnoceros caligatus
Ischnoceros caligatus là một loài tò vò trong họ Ichneumonidae.